# Emoia arnoensis
Emoia arnoensis là một loài thằn lằn trong họ Scincidae. Loài này được Brown & Marshall mô tả khoa học đầu tiên năm 1953.